# Travelers Championship
Travelers Championship är en professionell golftävling på den amerikanska PGA- touren och spelas årligen i Cromwell, Connecticut. Tävlingen arrangeras i juni varje år, med undantag för 2016 då tävlingen hölls i augusti, på grund av Olympiska Spelen.
Tävlingen spelades första gången 1952 och gick då under namnet Insurance City Open, för att sedan 1967 spelas under namnet Greater Hartford Open tillsammans med olika sponsorer, vilket ändrades först 2004 då Buick blev titelsponsor. 
Mellan 1973 och 1988 var Sammy Davis, Jr. titelsponsor och han spelade ofta pro-am under någon av dagarna innan tävlingen. Mellan 1985 och 2002 var Canon titelsponsor, vilket gjorde att mellan åren 1985 till 1988 hette tävlingen Canon Sammy Davis Jr. Greater Hartford Open, Buick var titelsponsor 2004 till 2006, för att sedan bytas ut mot The Travelers Companies som från och med 2007 blev titelsponsor. 
Travelers förlängde sitt sponsorkontrakt med PGA-touren 2014 för att i ytterligare 10 år – det vill säga till 2024 – vara titelsponsor för tävlingen.
Under 30 år spelades tävlingen på Wethersfield Country Club, även den i Connecticut, för att sedan 1984 flyttas till Edgewood Country Club, som PGA-touren köpte och byggde om för att ingå i Tournament Players Club och som sedan döptes om till TPC at River Highlands, där tävlingen fortfarande spelas.
Tävlingen är, efter Waste Management Phoenix Open, den mest välbesökta tävlingen på PGA-touren och hade under 2017 års upplaga 290000 besökare. 2002, sista året Canon var titelsponsor, hade tävlingen 320000 besökare.
När Fredrik Jacobson vann tävlingen 2011 – vilken även blev hans första seger på PGA-touren – så gjorde han enbart en bogey under 72 hål.

## Tidigare vinnare
| År                                          | Spelare                | Resultat               | Mot Par                | Segermarginal          | Runner(s)-up                                              |
| Travelers Championship                      | Travelers Championship | Travelers Championship | Travelers Championship | Travelers Championship | Travelers Championship                                    |
| ------------------------------------------- | ---------------------- | ---------------------- | ---------------------- | ---------------------- | --------------------------------------------------------- |
| 2019                                        | Chez Reavie            | 263                    | -17                    | 4 slag                 | Keegan Bradley, Zack Sucher                               |
| 2018                                        | Bubba Watson           | 263                    | -17                    | 3 slag                 | Paul Casey, Stewart Cink, J.B. Holmes, Beau Hossler       |
| 2017                                        | Jordan Spieth          | 268                    | −12                    | Särspel                | Daniel Berger                                             |
| 2016                                        | Russell Knox           | 266                    | −14                    | 1 slag                 | Jerry Kelly                                               |
| 2015                                        | Bubba Watson (2)       | 264                    | −16                    | Särspel                | Paul Casey                                                |
| 2014                                        | Kevin Streelman        | 265                    | −15                    | 1 slag                 | K. J. Choi, Sergio Garcia                                 |
| 2013                                        | Ken Duke               | 268                    | −12                    | Särspel                | Chris Stroud                                              |
| 2012                                        | Marc Leishman          | 266                    | −14                    | 1 slag                 | Charley Hoffman, Bubba Watson                             |
| 2011                                        | Fredrik Jacobson       | 260                    | −20                    | 1 slag                 | Ryan Moore, John Rollins                                  |
| 2010                                        | Bubba Watson           | 266                    | −14                    | Särspel                | Corey Pavin, Scott Verplank                               |
| 2009                                        | Kenny Perry            | 258                    | −22                    | 3 slag                 | Paul Goydos, David Toms                                   |
| 2008                                        | Stewart Cink (2)       | 262                    | −18                    | 1 slag                 | Tommy Armour III, Hunter Mahan                            |
| 2007                                        | Hunter Mahan           | 265                    | −15                    | Särspel                | Jay Williamson                                            |
| Buick Championship                          |                        |                        |                        |                        |                                                           |
| 2006                                        | J. J. Henry            | 266                    | −14                    | 3 slag                 | Hunter Mahan, Ryan Moore                                  |
| 2005                                        | Brad Faxon             | 266                    | −14                    | Särspel                | Tjaart van der Walt                                       |
| 2004                                        | Woody Austin           | 270                    | −10                    | Särspel                | Tim Herron                                                |
| Greater Hartford Open                       |                        |                        |                        |                        |                                                           |
| 2003                                        | Peter Jacobsen (2)     | 266                    | −14                    | 2 slag                 | Chris Riley                                               |
| Canon Greater Hartford Open                 |                        |                        |                        |                        |                                                           |
| 2002                                        | Phil Mickelson (2)     | 266                    | −14                    | 1 slag                 | Jonathan Kaye, Davis Love III                             |
| 2001                                        | Phil Mickelson         | 264                    | −16                    | 1 slag                 | Billy Andrade                                             |
| 2000                                        | Notah Begay III        | 260                    | −20                    | 1 slag                 | Mark Calcavecchia                                         |
| 1999                                        | Brent Geiberger        | 262                    | −18                    | 3 slag                 | Skip Kendall                                              |
| 1998                                        | Olin Browne            | 266                    | −14                    | Särspel                | Stewart Cink, Larry Mize                                  |
| 1997                                        | Stewart Cink           | 267                    | −13                    | 1 slag                 | Tom Byrum, Brandel Chamblee, Jeff Maggert                 |
| 1996                                        | D. A. Weibring         | 270                    | −10                    | 4 slag                 | Tom Kite                                                  |
| 1995                                        | Greg Norman            | 267                    | −13                    | 2 slag                 | Dave Stockton, Jr., Kirk Triplett, Grant Waite            |
| 1994                                        | David Frost            | 268                    | −12                    | 1 slag                 | Greg Norman                                               |
| 1993                                        | Nick Price             | 271                    | −9                     | 1 slag                 | Dan Forsman, Roger Maltbie                                |
| 1992                                        | Lanny Wadkins          | 274                    | −6                     | 2 slag                 | Dan Forsman, Donnie Hammond, Nick Price                   |
| 1991                                        | Billy Ray Brown        | 271                    | −9                     | Särspel                | Rick Fehr, Corey Pavin                                    |
| 1990                                        | Wayne Levi             | 267                    | −13                    | 2 slag                 | Mark Calcavecchia, Brad Fabel, Rocco Mediate, Chris Perry |
| 1989                                        | Paul Azinger (2)       | 267                    | −17                    | 1 slag                 | Wayne Levi                                                |
| Canon Sammy Davis Jr.-Greater Hartford Open |                        |                        |                        |                        |                                                           |
| 1988                                        | Mark Brooks            | 269                    | −15                    | Särspel                | Dave Barr, Joey Sindelar                                  |
| 1987                                        | Paul Azinger           | 269                    | −15                    | 1 slag                 | Dan Forsman, Wayne Levi                                   |
| 1986                                        | Mac O'Grady            | 269                    | −15                    | Särspel                | Roger Maltbie                                             |
| 1985                                        | Phil Blackmar          | 271                    | −13                    | Särspel                | Jodie Mudd, Dan Pohl                                      |
| Sammy Davis Jr.-Greater Hartford Open       |                        |                        |                        |                        |                                                           |
| 1984                                        | Peter Jacobsen         | 269                    | −15                    | 2 slag                 | Mark O'Meara                                              |
| 1983                                        | Curtis Strange         | 268                    | −16                    | 1 slag                 | Jay Haas, Jack Renner                                     |
| 1982                                        | Tim Norris             | 259                    | −25                    | 6 slag                 | Raymond Floyd, Hubert Green                               |
| 1981                                        | Hubert Green           | 264                    | −20                    | 1 slag                 | Bobby Clampett, Fred Couples, Roger Maltbie               |
| 1980                                        | Howard Twitty          | 266                    | −18                    | Särspel                | Jim Simons                                                |
| 1979                                        | Jerry McGee            | 267                    | −17                    | 1 slag                 | Jack Renner                                               |
| 1978                                        | Rod Funseth            | 264                    | −20                    | 4 slag                 | Dale Douglass, Lee Elder, Billy Kratzert                  |
| 1977                                        | Billy Kratzert         | 265                    | −19                    | 3 slag                 | Grier Jones, Larry Nelson                                 |
| 1976                                        | Rik Massengale         | 266                    | −18                    | 2 slag                 | Al Geiberger, J.C. Snead                                  |
| 1975                                        | Don Bies               | 267                    | −17                    | Särspel                | Hubert Green                                              |
| 1974                                        | Dave Stockton          | 268                    | −16                    | 4 slag                 | Raymond Floyd                                             |
| 1973                                        | Billy Casper (4)       | 264                    | −20                    | 1 slag                 | Bruce Devlin                                              |
| Greater Hartford Open Invitational          |                        |                        |                        |                        |                                                           |
| 1972                                        | Lee Trevino            | 269                    | −15                    | Särspel                | Lee Elder                                                 |
| 1971                                        | George Archer          | 268                    | −16                    | Särspel                | Lou Graham, J.C. Snead                                    |
| 1970                                        | Bob Murphy             | 267                    | −17                    | 4 slag                 | Paul Harney                                               |
| 1969                                        | Bob Lunn               | 268                    | −16                    | Särspel                | Dave Hill                                                 |
| 1968                                        | Billy Casper (3)       | 266                    | −18                    | 3 slag                 | Bruce Crampton                                            |
| 1967                                        | Charlie Sifford        | 272                    | −12                    | 1 slag                 | Steve Oppermann                                           |
| Insurance City Open Invitational            |                        |                        |                        |                        |                                                           |
| 1966                                        | Art Wall, Jr.          | 266                    | −18                    | 2 slag                 | Wes Ellis                                                 |
| 1965                                        | Billy Casper (2)       | 274                    | −10                    | Särspel                | Johnny Pott                                               |
| 1964                                        | Ken Venturi            | 273                    | −11                    | 1 slag                 | Al Besselink, Paul Bondeson, Sam Carmichael, Jim Grant    |
| 1963                                        | Billy Casper           | 271                    | −13                    | 1 slag                 | George Bayer                                              |
| 1962                                        | Bob Goalby             | 271                    | −13                    | Särspel                | Art Wall, Jr.                                             |
| 1961                                        | Billy Maxwell          | 271                    | −13                    | Särspel                | Ted Kroll                                                 |
| 1960                                        | Arnold Palmer (2)      | 270                    | −14                    | Särspel                | Bill Collins, Jack Fleck                                  |
| 1959                                        | Gene Littler           | 272                    | −12                    | 1 slag                 | Tom Nieporte                                              |
| 1958                                        | Jack Burke, Jr.        | 268                    | −16                    | 3 slag                 | Dow Finsterwald, Art Wall, Jr.                            |
| 1957                                        | Gardner Dickinson      | 272                    | −12                    | 2 slag                 | George Bayer                                              |
| Insurance City Open                         |                        |                        |                        |                        |                                                           |
| 1956                                        | Arnold Palmer          | 274                    | −10                    | Särspel                | Ted Kroll                                                 |
| 1955                                        | Sam Snead              | 269                    | −15                    | 7 slag                 | Fred Hawkins, Mike Souchak                                |
| 1954                                        | Tommy Bolt             | 271                    | −13                    | Särspel                | Earl Stewart                                              |
| 1953                                        | Bob Toski              | 269                    | −15                    | 1 slag                 | Jim Ferrier                                               |
| 1952                                        | Ted Kroll              | 273                    | −11                    | 4 slag                 | Lawson Little, Skee Riegel, Earl Stewart                  |